# Marmessoidea conspurcata
Marmessoidea conspurcata är en insektsart som beskrevs av Ludwig Redtenbacher 1908. Marmessoidea conspurcata ingår i släktet Marmessoidea och familjen Diapheromeridae. Inga underarter finns listade i Catalogue of Life.